# Menesseno
Il Menèsseno (in greco Μενέξενος) è un breve dialogo di Platone.
La data di stesura è collocabile dopo il 387 a.C., considerato il riferimento alla pace di Antalcida in 245e. Tale ipotesi viene sostenuta anche da Dodds, il quale, considerate le affinità tematiche con il Gorgia, ipotizza che il Menesseno possa essere stato pensato e composto come appendice a questo dialogo.

## Contenuto
Socrate incontra il giovane Menesseno di ritorno dal Bouleuterion, dove si sta decidendo quale oratore dovrà tenere, durante i funerali pubblici, il discorso in onore dei caduti (epitaffio). Socrate, ironicamente, osserva che i funerali di stato sono una bella cosa, perché permettono anche a gente da poco di avere un funerale pomposo, con tanto di discorsi commoventi ed edificanti. Menesseno riconosce nell'ironia del filosofo la medesima ironia che egli mostra sempre di fronte ai retori, e lo invita pertanto a tenere, se riesce, un epitaffio migliore di quello che scriverebbe un oratore professionista.
Socrate sceglie di proporre al giovane un discorso che, a suo dire, sarebbe stato composto niente meno che da Aspasia, compagna di Pericle e amica molto stimata di Socrate e Platone. Il dialogo è un elogio ad Aspasia e alla sua cultura e sapienza politica. La realtà storica ateniese viene letta nella prospettiva dello stato ideale platonico e non si può certo negare, anche in questo dialogo, la presenza di un intento apologetico nei suoi confronti: non è quindi una parodia come in passato alcuni commentatori hanno ritenuto, ma un elogio ad Aspasia e al buon governo.
Si parte con l'elogio della buona nascita e della buona educazione che offrono Atene e l'Attica, terra prospera e colma di ricchezze (237a–239a), si ricordano le imprese belliche degli Ateniesi contro i barbari (239a-241e) e contro gli altri Greci (241e-246a), e si termina con ulteriori esortazioni ai cittadini (246a-249e).